# Будниця (Велізький район)
Будниця (рос. Будница) — присілок Велізького району Смоленської області Росії. Центр Будницького сільського поселення.
Населення — 193 особи (2007 рік).